# Pařížská mírová konference (1919)

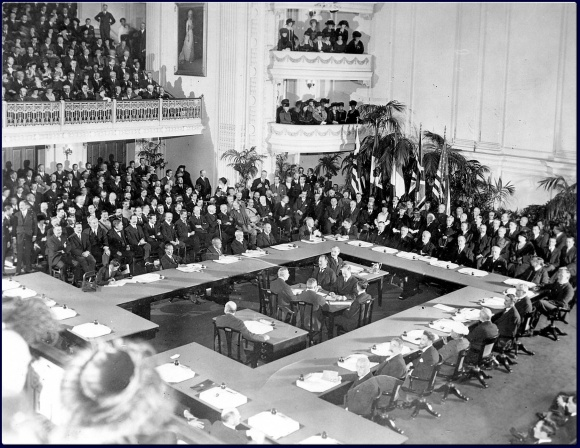
Podepisování Versailleské mírové smlouvy (1919)

Pařížská mírová konference byla mírová konference pořádaná vítězi první světové války roku 1919, během které byly sjednány mírové smlouvy mezi vítěznými státy Dohody a poraženými Centrálními mocnostmi. Na konferenci byly uzavřeny mírové smlouvy s Německem, Rakouskem, Maďarskem, Bulharskem a Osmanskou říší. Na řízení konference a vyjednávání měly největší vliv státy, které měly největší podíl na konečném vítězství, šlo o „Velkou pětku“, tedy Spojené království, Francie, Itálie, USA a Japonsko, nicméně role japonské delegace byla malá.[zdroj⁠?!] Konference byla zahájena 18. ledna 1919 a s několika přestávkami trvala až do 21. ledna 1920. Účastnili se jí představitelé celkem 32 států.
Na základě mírového programu, Čtrnácti bodů, které sepsal a 8. ledna 1918 přednesl v Kongresu USA prezident Spojených států amerických Woodrow Wilson, byly s jednotlivými poraženými státy uzavřeny Pařížské předměstské smlouvy, každá pojmenovaná podle jiného pařížského předměstí, ve kterém byla podepsána.
Dominantními diplomatickými osobnostmi mírové konference se stali Georges Clemenceau, ministerský předseda Francie; David Lloyd George, ministerský předseda Spojeného království; Woodrow Wilson, prezident Spojených států amerických a Vittorio Orlando, ministerský předseda Itálie, nazývaní též jako „Velká čtyřka“ nebo „Rada čtyř“ – anglicky „Big four“.

## Organizace mírové konference
První světová válka skončila příměřím s Německem dne 11. listopadu 1918. Vysoký počet států, které byly s poraženým Německem a jeho spojenci ve válečném stavu, vyžadoval vhodnou organizaci celé mírové konference. Formální zahájení proběhlo 18. ledna 1919 na ministerstvu zahraničních věcí Francie za předsednictví prezidenta Francie Raymonda Poincaré. Pět hlavních velmocí určilo, kolik mohou mít ostatní státy Dohody delegátů a jak se mohou účastnit jednotlivých slyšení v plénu a v komisích. Určující byl jednací konferenční řád (reglement de la conférence), který rozdělil spojené a sdružené státy Dohody do tří skupin.
V první skupině byly mocnosti s obecnými zájmy, a to Spojené království, Spojené státy americké, Francie, Itálie a Japonsko. Tyto velmoci se mohly účastnit všech schůzí vedených na konferencích a v komisích. V druhé skupině byly státy se zvláštními zájmy, a to Belgie, Brazílie, Britská dominia, Indie, Čína, Kuba, Řecko, Guatemala, Haiti, Hidžáz, Honduras, Libérie, Nikaragua, Panama, Polsko, Portugalsko, Rumunsko, Srbsko, Siam a Československo. Delegáti těchto zemí se mohli účastnit schůzí, kde se probíraly záležitosti dotýkající se jejich zemí. Ve třetí skupině byly státy, které s centrálními mocnostmi přerušily diplomatické styky, a to Bolívie, Ekvádor, Peru a Uruguay. Delegáti těchto zemí se také mohli zúčastnit pouze jednání, na kterých se probíraly záležitosti dotýkající se jejich zemí. Státy neutrální nebo státy, které se nově tvořily mohly být velmocemi pozvány, aby přednesly ústně nebo písemně svá stanoviska v záležitostech, které se jich týkaly. Počty delegátů jednotlivých zemí byly určeny tak, že každá velmoc měla 5 delegátů, Belgie, Brazílie a Srbsko tři delegáty, po dvou delegátech měly Austrálie, Kanada, Čína, Řecko, Hidžáz, Indie, Polsko, Portugalsko, Rumunsko, Siam, Jižní Afrika a Československo (Karel Kramář, předseda vlády, a Edvard Beneš, ministr zahraničních věcí), jednoho delegáta měly Bolívie, Ekvádor, Guatemala, Haiti, Honduras, Kuba, Libérie, Nový Zéland, Nicaragua, Panama, Peru a Uruguay. Oficiálními jazyky používanými na mírové konferenci byla angličtina a francouzština.

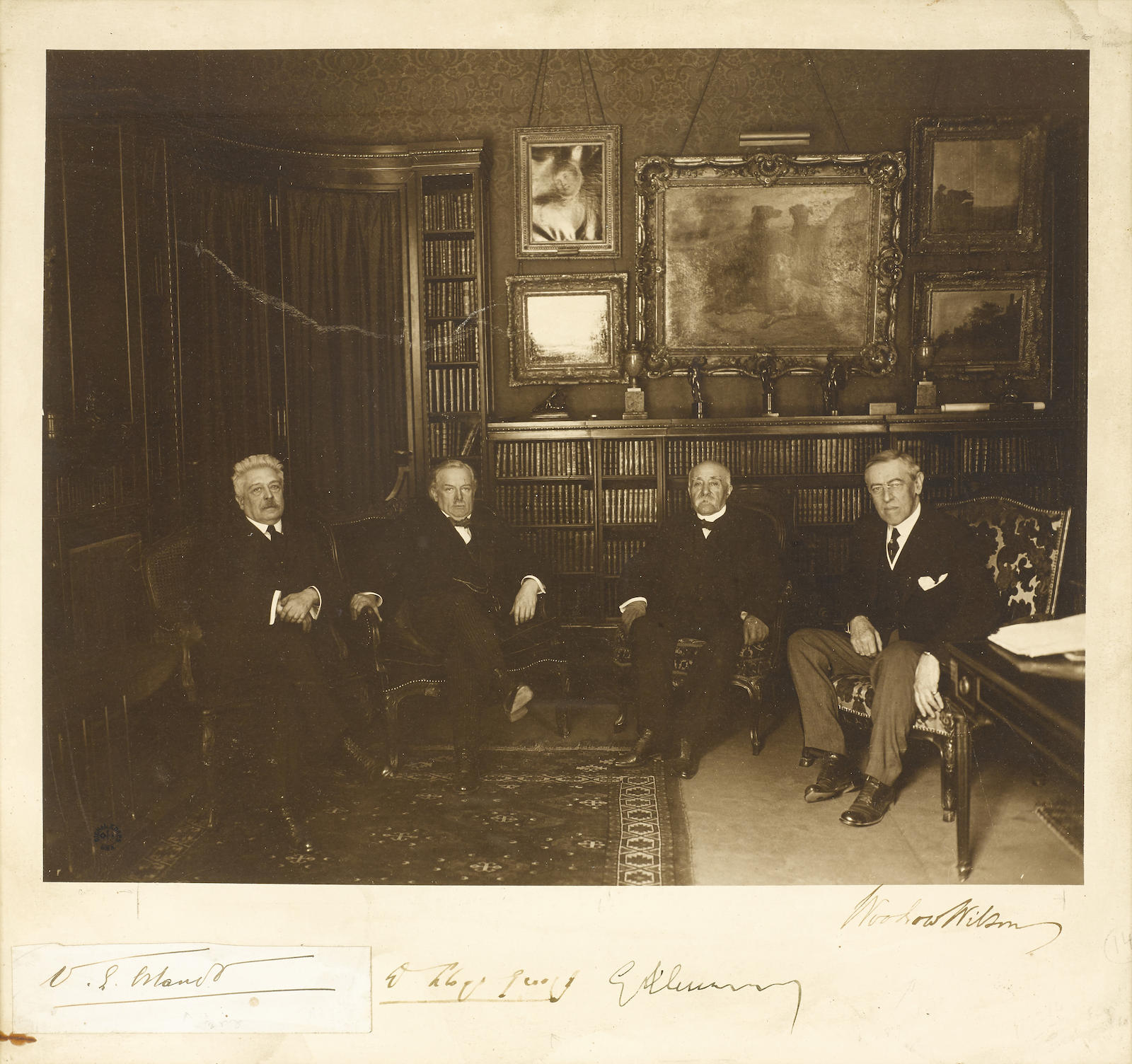
Rada čtyř – zprava doleva: Woodrow Wilson, Georges Clemenceau, David Lloyd George a Vittorio Orlando

Konečná rozhodnutí mírové konference měla v kompetenci Nejvyšší rada. Zpočátku to byla Rada deseti (od 12. ledna do 24. března 1919), poté již jen Rada čtyř, ve které byli delegáti Spojeného království, USA, Francie a Itálie, střídavě se jí účastnil i delegát Japonska, po dobu nepřítomnosti italského delegáta (od 24. dubna do 5. května 1919) to byla Rada tří. Ministři zahraničních věcí, kteří po reorganizaci konference odešli z původní Rady deseti a nezasedali v Radě čtyř, utvořili orgán nazvaný Rada pěti, ve které bylo trvale zastoupeno Japonsko. Tento sbor se zabýval menšími problémy, které bylo potřeba naléhavě řešit a ulehčoval tak práci Radě čtyř.
Na plenární schůzi 25. ledna 1919 bylo přijato pět rezolucí, podle kterých byly zřízeny následující komise:
- komise pro Společnost národů (zastoupení ČSR)
- komise pro odpovědnost původců války a uložení sankcí
- komise pro náhradu škod (zastoupení ČSR)
- komise pro mezinárodní zákonodárství ve věci práce (zastoupení ČSR)
- komise pro mezinárodní úpravu přístavů, vodních cest a železnic (zastoupení ČSR)

Podle potřeby byly zřízeny ještě komise další:
- komise pro otázky finanční
- komise pro otázky hospodářské
- komise pro otázky územní (zasedaly územní komise pro ČSR, Polsko, Rumunsko a Jugoslávii, komise pro Řecko a Albánii a komise pro Belgii a Dánsko.)
- komise vojenská, námořní a letecká
- komise pro nové státy a ochranu menšin
- komise redakční (za účasti pěti velmocí)

Předsednictvo mírové konference se skládalo z předsedy komise, místopředsedů, generálního sekretariátu ve spojení a verifikačním výborem a redakční komisí.

### Otázka zásady rovnosti států
K tomu, aby bylo usnesení platné bylo třeba jednotného hlasování a nikdy se nerozhodovalo na základě pouhé většiny hlasů. Rozhodujícím činitelem na mírové konferenci ovšem byla Nejvyšší rada ve výše uvedeném složení. Tato skutečnost sice nebyla v rozporu s mezinárodním právem, ale odporovala zásadě o rovnosti států. Ustanovení, která Nejvyšší rada navrhla pro menší či nově vzniklé státy, musely tyto bez odporu přijmout. Převážil však všeobecný konsensus o potřebě upřednostnění obecných zájmů před partikulárními a proto byla tato zvolená metoda řízení mírové konference všemi stranami tolerována.

## Výsledky mírové konference

### Pařížské předměstské smlouvy
Na pařížské mírové konferenci byly uzavřeny Pařížské předměstské smlouvy (neboli Versailleský mírový systém).
Mírová smlouva byla předložena Německu 7. května 1919 v Paříži. Případné připomínky německé delegace měly být podány písemně. Německá delegace předložené mírové smlouvě vytýkala, že se příliš odchýlila od smluv daných příměřím, přesto jejich námitky vedly jen k menším změnám textu. Ve Versailles, 28. června 1919 byla mírová smlouva německými delegáty podepsána, přičemž v mezinárodní platnost měla vstoupit až 10. ledna 1920. Ve stejný den byly podepsány smlouvy mezi Francií a Spojenými státy americkými, smlouva mezi Francií a Spojeným královstvím o pomoci Francii v případě nevyvolaného útoku Německa, dále dohoda mezi Spojeným královstvím, Francií, Belgií a Německem o vojenském obsazení Porýní a smlouva mezi hlavními mocnostmi a Polskem ve věcech ochrany rasových, náboženských a jazykových menšin, o obchodních stycích a o přistoupení Polska k některým obecným úmluvám.
Po podepsání mírové smlouvy s Německem se Rada čtyř rozešla a přípravou dalších mírových smluv s Rakouskem, Maďarskem, Bulharskem a Tureckem bylo pověřeno pět ministrů zahraničních věcí.
Rakousku byly mírové podmínky předloženy 2. června 1919 a po menších změnách v podmínkách týkajících se hospodářství a financí byla mírová smlouva podepsána v Saint-Germain-en Laye dne 10. září 1919. Stejný den byla mezi státy Dohody, jejich spojenci a Československem sjednána smlouva o ochraně rasových, náboženských a jazykových menšin, o obchodních stycích a o přistoupení Československa k některým obecným úmluvám, dále obdobná smlouva s královstvím Srbů, Chorvatů a Slovinců, úmluva o revizi berlínských generálních aktů z 26. února 1885 a bruselských generálních aktů a deklarací z 2. července 1890, úmluva o kontrole obchodu se zbraněmi a střelivem a také úmluva o obchodu s lihovinami v Africe.
Dne 13. října 1919 byla v Paříži podepsána úmluva o letectví, po ní delegáti mírové konference začali zabývat mírovými podmínkami pro Bulharsko. 27. listopadu 1919 byla s Bulharskem podepsána mírová smlouva v Neuilly-sur-Seine. 9. prosince 1919 podepsalo Rumunsko se státy Dohody a jejich spojenci smlouvu o ochraně menšin a obchodních stycích.
Po zániku bolševické diktatury Bély Kuna v Maďarsku byla Maďarsku předložena mírová smlouva a podepsána 4. června 1920 v Trianonu.
Nakonec byla 10. srpna 1920 v Sèvres podepsána mírová smlouva s Tureckem, kterou ovšem později nahradila lausannská mírová smlouva podepsaná 24. července 1923. V Sèvres byla také podepsána smlouva mezi státy Dohody, jejich spojenci a Řeckem o ochraně menšin a obchodních stycích.
Po sjednání všem mírových smluv s poraženými státy se Rada pěti ministrů rozešla a její místo obsadila Konference velvyslanců spojeneckých států pověřených v Paříži. Byl to orgán velmocí s trvalou organizací, který bděl nad dodržováním mírových smluv.

### Mezinárodní organizace
Ve smlouvách jsou obsažena i jim všem společná, identická ustanovení Společnosti národů a Mezinárodní organizace práce (ILO).